# Карпунина, Марина Германовна
Марина Германовна Карпунина (21 марта 1984, Москва, СССР) — российская спортсменка-баскетболист. В сборной России с 2005 года. Играла на позиции атакующего защитника Заслуженный мастер спорта России.

## Достижения
- Бронзовый призёр летних Олимпийских игр 2008 года.
- Серебряный призёр чемпионата мира: Бразилия 2006.
- Чемпионка Европы: 2007.
- Серебряный призёр чемпионата Европы: 2005 , 2009.
- Чемпион Евролиги: 2007, 2008, 2009, 2010.
- Обладатель Суперкубка Европы: 2009
- Чемпион России: 2007, 2008
- Серебряный призёр чемпионата России: 2009, 2010, 2011.
- Обладательница «Золотой корзины» как лучшая молодая баскетболистка России: 2004

## Звания и ордена
- Заслуженный мастер спорта России
- Медаль ордена «За заслуги перед Отечеством» II степени [1]